# Милосердов Валерій Володимирович
Милосердов Валерій Володимирович (11 серпня 1951 — 26 січня 2015) — радянський баскетболіст.
Бронзовий призер Олімпійських Ігор 1976, 1980 років.
Чемпіон світу 1974 року.
Срібний призер Чемпіонату Європи 1975, 1977 років, бронзовий призер 1973 року.
Переможець Юнацького чемпіонату Європи (U-18) 1968, 1970 років.